# Lijst van officiële talen naar land
Dit is een lijst met de officiële talen in alle soevereine staten. Het bevat alle talen die officieel zijn ofwel in heel het land ofwel in in één regio, alsook alle erkende minderheidstalen.
Deze lijst bevat enkel erkende landen.

## Definities
- Officiële taal: de taal gebruikt in administratie en wetgeving van het land.
- Erkende regionale taal: taal die door de wetgeving enkel erkend is in een deel van het land. Soms wordt deze taal ook beperkt in haar gebruik, bijvoorbeeld enkel voor sommige administratieve zaken maar niet voor wetgeving.
- Minderheidstaal: taal die slechts door een minderheid van de bevolking van het land of regio gesproken wordt, officieel erkend en toegelaten taal voor administratie.
- Nationale taal: sommige landen hebben een nationale taal, dat is een taal die volgens de regering de identiteit van het land bepaalt, en dus een beetje belangrijker is dan eventuele andere officiële talen.

| A                                                                                                 | |
| Afghanistan                                                                                       | - Pasjtoe (overal) (officieel) - Dari (overal) (officieel) - Oezbeeks (derde officiële taal in regio's waar het door een meerderheid van de bevolking gesproken wordt) - Turkmeens (derde officiële taal in regio's waar het door een meerderheid van de bevolking gesproken wordt) - Pashayi (derde officiële taal in regio's waar het door een meerderheid van de bevolking gesproken wordt) - Nuristani (derde officiële taal in regio's waar het door een meerderheid van de bevolking gesproken wordt) - Beloetsji (derde officiële taal in regio's waar het door een meerderheid van de bevolking gesproken wordt) - Pamiri (derde officiële taal in regio's waar het door een meerderheid van de bevolking gesproken wordt) |
| Albanië                                                                                           | - Albanees (gebaseerd op het Toskisch) |
| Algerije                                                                                          | - Arabisch (officieel) - Berbertalen (nationale taal) |
| Andorra                                                                                           | - Catalaans |
| Angola                                                                                            | - Portugees |
| Antigua en Barbuda                                                                                | - Engels (de facto officieel) |
| Argentinië                                                                                        | - Spaans (de facto) - Guaraní (co-officieel in Corrientes (provincie)) |
| Armenië                                                                                           | - Armeens - Russisch (minderheidstaal) |
| Australië                                                                                         | - Geen officiële taal, Engels is de facto officiële taal. - Norfuk (officiële taal naast het Engels op Norfolk) |
| Aruba                                                                                             | - Nederlands - Papiaments |
| Azerbeidzjan                                                                                      | - Azerbeidzjaans - Armeens (Artsach) |
| A · B · C · D · E · F · G · H · I · J · K · L · M · N · O · P · Q · R · S · T · U · V · W · X Y Z | |
| Bahama's                                                                                          | - Engels |
| Bahrein                                                                                           | - Arabisch |
| Bangladesh                                                                                        | - Bengaals |
| Barbados                                                                                          | - Engels |
| België                                                                                            | *Nederlands (enkel officieel in Vlaanderen en Brussel) - Frans (enkel officieel in Wallonië en Brussel) - Duits (enkel officieel in de Duitstalige gemeenschap) |
| Belize                                                                                            | - Engels (officiële taal) - Kriol, een Engelse creoolse taal (de lingua franca) - Spaans (minderheidstaal gesproken nabij de grens met Mexico en Guatemala) |
| Benin                                                                                             | - Frans |
| Bhutan                                                                                            | - Dzongkha |
| Bolivia                                                                                           | - Spaans - Aymara - Guaraní - Quechua - Araona - Baure - Bésiro - Canichana - Cavineño - Cayubaba - Chácobo - Chíman - Ese Ejja - Guarasu'we - Guarayu - Itonama - Leco - Machajuyai-Kallawaya - Machineri - Maropa - Mojeño-Trinitario - Mojeño-Ignaciano - Moré - Mosetén - Movima - Pacawara - Puquina - Siriona - Tacana - Tapieté - Toromona - Uru-Chipaya - Weenhayek - Yawanawa - Yuki - Yuracaré - Zamuco |
| Bosnië en Herzegovina                                                                             | - Bosnisch - Kroatisch - Servisch |
| Botswana                                                                                          | - Engels - Tswana (nationale taal) |
| Brazilië                                                                                          | - Portugees (overal officieel) - Duits (in Pomerode, Santa Catarina) - Oost-Pommers (in Pancas en Santa Maria de Jetibá, in Espírito Santo) - Hunsrückisch (in Antônio Carlos, Santa Catarina (Brazilië)) - Talian (Venetiaans dialect) (in Serafina Corrêa, Rio Grande do Sul) - Nheengatu, (Tupi taal) (in São Gabriel da Cachoeira, Amazonas) - Guarani (in Tacuru, Mato Grosso do Sul) |
| Brunei                                                                                            | - Maleis |
| Bulgarije                                                                                         | - Bulgaars |
| Burkina Faso                                                                                      | - Frans - Fula (nationale taal) - Dioula (nationale taal) - More (nationale taal) |
| Burundi                                                                                           | - Frans - Kirundi |
| A · B · C · D · E · F · G · H · I · J · K · L · M · N · O · P · Q · R · S · T · U · V · W · X Y Z | |
| Cambodja                                                                                          | - Khmer |
| Canada                                                                                            | - Engels (nationale taal) - Engels officiële taal in Alberta, British Columbia, Manitoba, New Brunswick, Nova Scotia, Ontario, Yukon Territory - Engels de facto in Newfoundland en Labrador, Prince Edward Island, Saskatchewan - Frans (nationale taal) - Frans officiële taal in New Brunswick, Northwest Territories, Nunavut, Québec, Yukon Territory - Frans de facto in Manitoba, Nova Scotia, Ontario - Dene Suline (Noord-Athabaskische taal) (in Northwest Territories) - Cree (in Northwest Territories) - Dogrib (Noord-Athabaskische taal) (in Northwest Territories) - Gwich’in (Noord-Athabaskische taal) (in Northwest Territories) - Inuinnaqtun (Eskimo-Aleoetische taal) (in Northwest Territories en Nunavut) - Inuktitut (Eskimo-Aleoetische taal) (in Northwest Territories en Nunavut) - Inuvialuktun (Eskimo-Aleoetische taal) (in Northwest Territories) - Slavey (Noord-Athabaskische taal) (in Northwest Territories) |
| Centraal-Afrikaanse Republiek                                                                     | - Frans - Sango (nationale taal) |
| Chili                                                                                             | - geen officiële taal, Spaans is de facto de officiële taal (talen van etnische minderheden zijn erkend in hun respectievelijke regio's) |
| China                                                                                             | - Chinees (geschreven: vereenvoudigde Chinese karakters (overal); gesproken: Mandarijn (overal)) - Vele lokale talen zijn officieel in hun regio's - Engels (in Hongkong) - Portugees (in Macau) |
| Colombia                                                                                          | - Spaans (talen van etnische minderheden zijn erkend in hun respectievelijke regio's) |
| Comoren                                                                                           | - Arabisch - Shikomor (verwant met Swahili) - Frans |
| Congo-Kinshasa                                                                                    | - Frans - Lingala (nationale taal) - Kikongo (nationale taal) - Swahili (nationale taal) - Tshiluba (nationale taal) |
| Congo-Brazzaville                                                                                 | - Frans - Lingala (nationale taal) - Munukutuba (nationale taal) |
| Costa Rica                                                                                        | - Spaans |
| Cuba                                                                                              | - Spaans |
| Cyprus                                                                                            | - Grieks - Turks - Armeens (minderheidstaal) |
| A · B · C · D · E · F · G · H · I · J · K · L · M · N · O · P · Q · R · S · T · U · V · W · X Y Z | |
| Denemarken                                                                                        | - Deens (overal) - Faeröers (op de Faeröer) - Duits (beschermde minderheid op Zuid-Jutland) - Groenlands (in Groenland) |
| Djibouti                                                                                          | - Arabisch - Frans |
| Dominica                                                                                          | - Engels |
| Dominicaanse Republiek                                                                            | - Spaans |
| Duitsland                                                                                         | - Duits (overal officieel) - Deens (in Sleeswijk-Holstein) (minderheidstaal) - Nedersorbisch (in Brandenburg) (minderheidstaal) - Noord-Fries (in Sleeswijk-Holstein) (minderheidstaal) - Romani (overal) (minderheidstaal) - Saterfries (in Nedersaksen) (minderheidstaal) - Oppersorbisch (in Saksen) (minderheidstaal) |
| A · B · C · D · E · F · G · H · I · J · K · L · M · N · O · P · Q · R · S · T · U · V · W · X Y Z | |
| Ecuador                                                                                           | - Spaans (Quechua of Kichwa en Shuar zijn officiële talen van interculturele relaties, lokale indianentalen zijn erkend in hun respectievelijke regio's) |
| Egypte                                                                                            | - Arabisch - Koptisch (de jure taal van de Koptisch-Orthodoxe Kerk) |
| El Salvador                                                                                       | - Spaans |
| Equatoriaal-Guinea                                                                                | - Spaans - Frans |
| Eritrea                                                                                           | - Arabisch (administratieve taal) - Engels (administratieve taal) - Tigrinya (administratieve taal) |
| Estland                                                                                           | - Ests (overal officieel) - Russisch (de facto een grote minderheidstaal) |
| Ethiopië                                                                                          | - Amhaars (Administratieve taal) - Verscheidene andere talen zijn officieel in hun regio's |
| A · B · C · D · E · F · G · H · I · J · K · L · M · N · O · P · Q · R · S · T · U · V · W · X Y Z | |
| Fiji                                                                                              | - Engels - Fijisch - Hindoestani |
| Filipijnen                                                                                        | - Engels (overal officieel) - Filipijns (overal, nationale taal) - Arabisch (erkend en gepromoot op "vrijwillige optionele" basis, overal) - Bikol (erkend als "aanvullende officiële" taal in Luzon) - Cebuano (erkend als "aanvullende officiële" taal in Visayas en Mindanao) - Chavacano (Spaanse creooltaal) (erkend als "aanvullende officiële" taal in Basilan en Zamboanga Peninsula) - Hiligaynon (erkend als "aanvullende officiële" taal in Visayas en Mindanao) - Ilokano (erkend als "aanvullende officiële" taal in Luzon) - Kapampangan (erkend als "aanvullende officiële" taal in Luzon) - Kinaray-a (erkend als "aanvullende officiële" taal in Visayas) - Maranao (erkend als "aanvullende officiële" taal in Mindanao) - Maguindanao (erkend als "aanvullende officiële" taal in Mindanao) - Pangasinan (erkend als "aanvullende officiële" taal in Luzon) - Spaans (erkend en gepromoot op "vrijwillige optionele" basis, overal) - Tagalog (erkend als "aanvullende officiële" taal in Luzon) - Tausug (erkend als "aanvullende officiële" taal in Mindanao) - Waray-Waray (erkend als "aanvullende officiële" taal in Visayas) |
| Finland                                                                                           | - Fins (overal behalve op Åland) - Zweeds (overal) (op Åland is het de enige officiële taal) - Sami (minderheidstaal in Enontekiö, Inari, Sodankylä, en Utsjoki) |
| Frankrijk                                                                                         | - Frans (overal) - Corsicaans (als cultuurtaal, niet voor administratie, onderwijs in het Corsicaans wordt niet gesubsidieerd, plaatsnamenborden zijn tweetalig) - Bretoens (als cultuurtaal, niet voor administratie, onderwijs in het Bretoens wordt niet gesubsidieerd, plaatsnamenborden zijn tweetalig) - Duits (in Elzas en Lotharingen als cultuurtaal, niet voor administratie, onderwijs in het Duits wordt niet gesubsidieerd, plaatsnamenborden zijn tweetalig) - Catalaans (als cultuurtaal, niet voor administratie, onderwijs in het Catalaans wordt niet gesubsidieerd, plaatsnamenborden zijn tweetalig) - Baskisch (als cultuurtaal, niet voor administratie, onderwijs in het Baskisch wordt niet gesubsidieerd, plaatsnamenborden zijn tweetalig) |
| A · B · C · D · E · F · G · H · I · J · K · L · M · N · O · P · Q · R · S · T · U · V · W · X Y Z | |
| Gabon                                                                                             | - Frans |
| Gambia                                                                                            | - Engels |
| Georgië                                                                                           | - Georgisch |
| Ghana                                                                                             | - Engels (overal; officieel) - Adangme, een Kwa-taal (in Greater Accra) - Dagaare, een Gurtaal (in Upper West) - Dagbani, een Gurtaal (in Northern) - Ewe (in Volta) - Ga, een Kwa-taal (in Greater Accra) - Gonja, een Kwa-taal (in Northern) - Kasem, een Gurtaal (in Upper East) - Nzema, een Kwa-taal (in Western) - Twi, een Kwa-taal (in Ashanti) |
| Grenada                                                                                           | - Engels |
| Griekenland                                                                                       | - Grieks |
| Guatemala                                                                                         | - Spaans |
| Guinee                                                                                            | - Frans (officieel) - Fula (nationale taal) - Maninka (nationale taal) - Susu (nationale taal) |
| Guinee-Bissau                                                                                     | - Portugees |
| Guyana                                                                                            | - Engels (officiële taal) - Guyanese Creools, een Engelse creoolse taal (nationale taal) |
| A · B · C · D · E · F · G · H · I · J · K · L · M · N · O · P · Q · R · S · T · U · V · W · X Y Z | |
| Haïti                                                                                             | - Frans - Haïtiaans-Creools |
| Honduras                                                                                          | - Spaans (officieel) - Garifuna (aan de noordkust) - Engels (op de Baai-eilanden) - Miskito (in het oosten van Honduras) |
| Hongarije                                                                                         | - Hongaars (officiële taal) - Kroatisch (erkende minderheidstaal) - Duits (erkende minderheidstaal) - Roma (erkende minderheidstaal) - Servisch (erkende minderheidstaal) - Slovaaks (erkende minderheidstaal) - Sloveens (erkende minderheidstaal) |
| A · B · C · D · E · F · G · H · I · J · K · L · M · N · O · P · Q · R · S · T · U · V · W · X Y Z | |
| Ierland                                                                                           | - Iers (nationale taal) gesproken door 0,5% van de bevolking, maar heeft een hogere officiële status dan Engels - Engels (nationale taal) gesproken door 99% van de bevolking |
| IJsland                                                                                           | - IJslands |
| India                                                                                             | - Engels (overal) - Hindi (Centrale regering en tien deelstaten) - Vele regionale talen zijn officieel in een of meerdere deelstaten |
| Indonesië                                                                                         | - Indonesisch (nationale taal) - Atjees (in Aceh) - Batak (in Noord-Sumatra) - Minangkabaus (in West-Sumatra) - Javaans (in Midden-Java, Yogyakarta en Oost-Java) - Buginees (in Zuid-Celebes) - Bandjarees (in Zuid-Kalimantan) - Maleis (in Riau, Jambi en West-Kalimantan) - Soendanees (in Bantam en West-Java) - Balinees (in Bali) - Betawi (in Jakarta) - Madoerees (in Madura) |
| Iran                                                                                              | - Perzisch (overal) - Azerbeidzjaans (erkende regionale taal) - Koerdisch (erkende regionale taal) - Luri (erkende regionale taal) - Mazandarani (een Iraanse taal) (erkende regionale taal) - Gilaki (een Iraanse taal) (erkende regionale taal) - Beloetsji (taal) (erkende regionale taal) - Arabisch (erkende regionale taal) |
| Irak                                                                                              | - Arabisch (overal) - Koerdisch (in de Koerdische Autonome Regio) |
| Israël                                                                                            | - Hebreeuws (de facto officieel) - Arabisch (co-officieel) |
| Italië                                                                                            | - Italiaans (overal) - Frans (in Valle d'Aosta) - Duits (in Trentino-Zuid-Tirol) - Sardijns (in Sardinië) - Ladinisch (in Trentino-Zuid-Tirol) |
| Ivoorkust                                                                                         | - Frans (overal) |
| A · B · C · D · E · F · G · H · I · J · K · L · M · N · O · P · Q · R · S · T · U · V · W · X Y Z | |
| Jamaica                                                                                           | - Engels - Jamaicaans-Patois (nationale taal) |
| Japan                                                                                             | - Japans (de facto) - Riukiuaans/Ryukyuaans (een Japanse taal) (minderheidstaal) - Aino (minderheidstaal) |
| Jemen                                                                                             | - Arabisch |
| Jordanië                                                                                          | - Arabisch |
| A · B · C · D · E · F · G · H · I · J · K · L · M · N · O · P · Q · R · S · T · U · V · W · X Y Z | |
| Kaapverdië                                                                                        | - Portugees |
| Kameroen                                                                                          | - Engels - Frans |
| Kazachstan                                                                                        | - Kazachs (nationale taal) - Russisch |
| Kenia                                                                                             | - Engels - Swahili (nationale taal) |
| Kirgizië                                                                                          | - Kirgizisch (nationale taal) - Russisch |
| Kiribati                                                                                          | - Engels - Kiribatisch (nationale taal) |
| Koeweit                                                                                           | - Arabisch |
| Kroatië                                                                                           | - Kroatisch |
| A · B · C · D · E · F · G · H · I · J · K · L · M · N · O · P · Q · R · S · T · U · V · W · X Y Z | |
| Laos                                                                                              | - Laotiaans of Lao |
| Lesotho                                                                                           | - Engels - Zuid-Sotho (nationale taal) |
| Letland                                                                                           | - Lets |
| Libanon                                                                                           | - Arabisch |
| Liberia                                                                                           | - Engels |
| Libië                                                                                             | - Arabisch |
| Liechtenstein                                                                                     | - Duits |
| Litouwen                                                                                          | - Litouws |
| Luxemburg                                                                                         | - Frans - Duits - Luxemburgs (nationale taal) |
| A · B · C · D · E · F · G · H · I · J · K · L · M · N · O · P · Q · R · S · T · U · V · W · X Y Z | |
| Madagaskar                                                                                        | - Frans - Plateaumalagasi (nationale taal) |
| Malawi                                                                                            | - Nyanja (nationale taal) - Engels |
| Malediven                                                                                         | - Divehi |
| Maleisië                                                                                          | - Maleis (nationale taal) - Engels (officieel voor enkele administratieve zaken) |
| Mali                                                                                              | - Frans |
| Malta                                                                                             | - Maltees (nationale taal) - Engels |
| Marokko                                                                                           | - Arabisch - Berbertalen |
| Marshalleilanden                                                                                  | - Engels - Marshallees (nationale taal) |
| Mauritanië                                                                                        | - Arabisch (officiële en nationale taal) - Frans (de facto) - Fula (nationale taal) - Soninke (nationale taal) - Wolof (nationale taal) |
| Mauritius                                                                                         | - Engels |
| Mexico                                                                                            | - Geen officiële taal, Spaans is de facto maar niet de jure taal van het land. |
| Micronesië                                                                                        | - Engels (overal behalve op Kosrae, waar het een geassocieerde status heeft) - Chuukees (een Malayo-Polynesische taal) (in Chuuk) - Kosraeaans (in Kosrae) - Pohnpeiaan (in Pohnpei) - Ulithiaans (in Yap) - Yapees (in Yap) |
| Moldavië                                                                                          | - Roemeens (overal) - Gagaoezisch (regionale taal) - Russisch (regionale taal) - Oekraïens (regionale taal) |
| Monaco                                                                                            | - Frans |
| Mongolië                                                                                          | - Mongools |
| Montenegro                                                                                        | - Montenegrijns (nationale taal) - Albanees (in Ulcinj, aan de oostgrens met Albanië) - Bosnisch (regionaal in het noorden van het land) - Kroatisch (in Tivat, de Baai van Kotor) - Servisch (in Herceg Novi) |
| Mozambique                                                                                        | - Portugees |
| Myanmar                                                                                           | - Birmaans |
| A · B · C · D · E · F · G · H · I · J · K · L · M · N · O · P · Q · R · S · T · U · V · W · X Y Z | |
| Namibië                                                                                           | - Engels - Afrikaans (nationale taal) - Duits (regionale taal) - Oshiwambo (regionale taal) |
| Nauru                                                                                             | - Engels - Nauruaans |
| Nederland                                                                                         | - Nederlands - Nederlandse Gebarentaal - Papiaments (met name gesproken op Bonaire) - Westerlauwers Fries (met name gesproken in Friesland) - Limburgs (erkende streektaal) - Nederlands-Nedersaksisch (erkende streektaal) - Engels (op Saba en Sint Eustatius) |
| Nepal                                                                                             | - Nepalees |
| Nicaragua                                                                                         | - Spaans |
| Nieuw-Zeeland                                                                                     | - Engels (inclusief Cookeilanden, Niue en Tokelau) - Maori - Nieuw-Zeelandse gebarentaal - Cookeilandmaori (op de Cookeilanden) - Niuees (op Niue) - Tokelaus (op Tokelau) |
| Niger                                                                                             | - Frans - Hausa (nationale taal) - Fula (nationale taal) - Gourmanchéma (een Gurtaal) (nationale taal) - Kanuri (nationale taal) - Zarma (nationale taal) - Tamasheq (nationale taal) |
| Nigeria                                                                                           | - Engels (officiële taal) - Hausa (nationale taal) - Yoruba (nationale taal) - Igbo (nationale taal) |
| Noord-Korea                                                                                       | - Koreaans |
| Noord-Macedonië                                                                                   | - Macedonisch (overal) |
| Noorwegen                                                                                         | - Noors (overal) (Bokmål en Nynorsk zijn de officiële spellingen, gemeenten moeten kiezen of een neutraal standpunt innemen) - Samisch (officiële taal voor administratie in: Kautokeino, Karasjok, Kåfjord, Nesseby, Porsanger, Tana, Tysfjord en Snåsa) - Kveens (erkende minderheidstaal, administratieve taal in Porsanger) - Romani (erkende minderheidstaal) - Scandoromani (erkende minderheidstaal) |
| A · B · C · D · E · F · G · H · I · J · K · L · M · N · O · P · Q · R · S · T · U · V · W · X Y Z | |
| Oeganda                                                                                           | - Engels - Swahili |
| Oekraïne                                                                                          | - Oekraïens |
| Oezbekistan                                                                                       | - Oezbeeks |
| Oman                                                                                              | - Arabisch |
| Oostenrijk                                                                                        | - Duits (overal officieel) - Kroatisch (officieel in Burgenland in gebieden met een Kroatische minderheid) - Sloveens (officieel in Karinthië en Stiermarken in gebieden met een Sloveense minderheid) - Tsjechisch (minderheidstaal) - Hongaars (in Burgenland) (minderheidstaal) - Slowaaks (minderheidstaal) - Romani (minderheidstaal) |
| Oost-Timor                                                                                        | - Portugees - Tetun |
| A · B · C · D · E · F · G · H · I · J · K · L · M · N · O · P · Q · R · S · T · U · V · W · X Y Z | |
| Pakistan                                                                                          | - Urdu (nationale taal) - Engels (officiële taal) - Punjabi (provinciale taal) - Pasjtoe (provinciale taal) - Sindhi (provinciale taal) - Beloetsji (provinciale taal) - Telugu (officiële taal) - Gujarati (officiele taal) |
| Palau                                                                                             | - Engels (overal) - Palaus (overal) - Sonsorolees, een Malayo-Polynesische taal (in Sonsorol) - Tobiaans (in Hatohobei) - Japans (in Angaur) |
| Panama                                                                                            | - Spaans |
| Papoea-Nieuw-Guinea                                                                               | - Engels - Hiri Motu - Tok Pisin |
| Paraguay                                                                                          | - Spaans - Guaraní |
| Peru                                                                                              | - Spaans - Aymara (regionaal) - Quechua (regionaal) - Alle lokale talen in regio's waar ze door een meerderheid gesproken worden. |
| Polen                                                                                             | - Pools (officiële taal) - Kasjoebisch (erkende regionale taal en aanvullende taal in Pommeren (woiwodschap)) - Duits (minderheidstaal en aanvullende taal voor administratie in een deel van Opole (woiwodschap)) - Litouws (minderheidstaal en aanvullende taal) in Gmina Puńsk, Podlachië - Wit-Russisch (minderheidstaal en aanvullende taal in Hajnówka, Podlachië) |
| Portugal                                                                                          | - Portugees (officiële taal) - Mirandees (regionaal, in Miranda do Douro) |
| A · B · C · D · E · F · G · H · I · J · K · L · M · N · O · P · Q · R · S · T · U · V · W · X Y Z | |
| Qatar                                                                                             | - Arabisch |
| A · B · C · D · E · F · G · H · I · J · K · L · M · N · O · P · Q · R · S · T · U · V · W · X Y Z | |
| Roemenië                                                                                          | - Roemeens (overal) - Armeens (erkende minderheidstaal) - Duits (Zevenburger Saksen) (erkende minderheidstaal) - Hongaars (erkende minderheidstaal) - Romani (erkende minderheidstaal) - Servisch (erkende minderheidstaal) - Slowaaks (erkende minderheidstaal) - Turks (erkende minderheidstaal) - Oekraïens (erkende minderheidstaal) |
| Rusland                                                                                           | - Russisch (overal) - 27 andere talen zijn naast het Russisch officieel in hun regio's |
| Rwanda                                                                                            | - Engels - Frans - Kinyarwanda |
| A · B · C · D · E · F · G · H · I · J · K · L · M · N · O · P · Q · R · S · T · U · V · W · X Y Z | |
| Saint Kitts en Nevis                                                                              | - Engels |
| Saint Lucia                                                                                       | - Engels |
| Saint Vincent en de Grenadines                                                                    | - Engels |
| Salomonseilanden                                                                                  | - Engels |
| Samoa                                                                                             | - Engels (officiële taal) - Samoaans (nationale taal) |
| San Marino                                                                                        | - Italiaans |
| Sao Tomé en Principe                                                                              | - Portugees |
| Saoedi-Arabië                                                                                     | - Arabisch - Telugu (officiële taal) |
| Senegal                                                                                           | - Frans - Jola-Fogny (nationale taal) - Mandinka (nationale taal) - Pulaar (een Fulataal) (nationale taal) - Serer (nationale taal) - Wolof (nationale taal) |
| Servië                                                                                            | - Servisch (overal) - Albanees (in Kosovo en sommige gemeenten in Zuid-Servië) - Bosnisch (in Sandzak) - Kroatisch (in Vojvodina) - Hongaars (in Vojvodina) - Roemeens (in Vojvodina) - Roetheens (in Vojvodina) - Slowaaks (in Vojvodina) |
| Seychellen                                                                                        | - Engels - Frans - Seychels Creools een creoolse taal gebaseerd op het Frans |
| Sierra Leone                                                                                      | - Engels |
| Singapore                                                                                         | - Engels - Chinees (geschreven: vereenvoudigde Chinese karakters; gesproken: Standaardmandarijn) - Maleis - Tamil |
| Slovenië                                                                                          | - Sloveens (overal) - Hongaars (minderheidstaal in Dobrovnik, Hodoš en Lendava) - Italiaans (minderheidstaal in Izola, Koper en Piran) - Kroatisch (minderheidstaal in Metlika, Brežice) |
| Slowakije                                                                                         | - Slowaaks |
| Soedan                                                                                            | - Arabisch |
| Somalië                                                                                           | (geen echte officiële talen wegens geen parlement/overheid) - Arabisch - Somalisch |
| Spanje                                                                                            | - Spaans (overal) - Catalaans (in Balearen, Catalonië en Valencia) - Galicisch (in Galicië) - Baskisch (in Baskenland en het noordelijke deel van Navarra) - Asturisch (erkende minderheidstaal in Asturië) - Occitaans (in Catalonië) |
| Sri Lanka                                                                                         | - Singalees - Tamil |
| Suriname                                                                                          | - Nederlands |
| Swaziland                                                                                         | - Engels - Swazi |
| Syrië                                                                                             | - Arabisch - Koerdisch (in de autonome regio Rojava) |
| A · B · C · D · E · F · G · H · I · J · K · L · M · N · O · P · Q · R · S · T · U · V · W · X Y Z | |
| Tadzjikistan                                                                                      | - Tadzjieks (nationale taal) - Russisch (voor interetnische communicatie) |
| Tanzania                                                                                          | - Engels - Swahili |
| Thailand                                                                                          | - Thai |
| Togo                                                                                              | - Frans |
| Tonga                                                                                             | - Engels - Tongaans (nationale taal) |
| Trinidad en Tobago                                                                                | - Engels |
| Tsjaad                                                                                            | - Arabisch - Frans |
| Tsjechië                                                                                          | - Tsjechisch - Slowaaks (semi-officieel) - Bulgaars (minderheidstaal) - Kroatisch (minderheidstaal) - Duits (minderheidstaal) - Grieks (minderheidstaal) - Hongaars (minderheidstaal) - Pools (minderheidstaal) - Roetheens (minderheidstaal) - Romani (minderheidstaal) - Russisch (minderheidstaal) - Servisch (minderheidstaal) - Oekraïens (minderheidstaal) |
| Tunesië                                                                                           | - Arabisch (nationale taal) |
| Turkije                                                                                           | - Turks - Koerdisch (minderheidstaal) - Arabisch (minderheidstaal) |
| Turkmenistan                                                                                      | - Turkmeens - Russisch (voor interetnische communicatie) |
| Tuvalu                                                                                            | - Engels - Tuvaluaans |
| A · B · C · D · E · F · G · H · I · J · K · L · M · N · O · P · Q · R · S · T · U · V · W · X Y Z | |
| Uruguay                                                                                           | - Spaans |
| A · B · C · D · E · F · G · H · I · J · K · L · M · N · O · P · Q · R · S · T · U · V · W · X Y Z | |
| Vanuatu                                                                                           | - Bislama (nationale taal) - Engels - Frans |
| Vaticaanstad                                                                                      | - Italiaans - Latijn |
| Venezuela                                                                                         | - Spaans |
| Verenigd Koninkrijk                                                                               | - Engels (overal, inclusief alle Britse overzeese gebieden en Britse kroonbezittingen) - Cornisch (regionale taal in Cornwall) - Dgèrnésiais (regionale taal in Guernsey) - Frans (officieel in Guernsey en Jersey) - Grieks (officieel in Akrotiri en Dhekelia) - Iers (regionale taal in Noord-Ierland) - Jèrriais (regionale taal in Jersey) - Manx-Gaelisch (officieel op Man - feitelijk uitgestorven) - Pitcairnees (officieel op de Pitcairneilanden) - Schots (regionale taal in Schotland) - Schots-Gaelisch (regionale taal in Schotland) - Sercquiais (regionale taal in Guernsey) - Ulster (regionale taal in Noord-Ierland) - Welsh (officieel in Wales) |
| Verenigde Arabische Emiraten                                                                      | - Arabisch |
| Verenigde Staten                                                                                  | - Engels (de facto nationale taal en officieel in 28 staten en op de Amerikaanse Maagdeneilanden, Amerikaans-Samoa, Guam, Noordelijke Marianen en Puerto Rico) - Hawaïaans (in de staat Hawaï) - Spaans (op Puerto Rico) - Samoaans (op Amerikaans-Samoa) - Chamorro (op de Noordelijke Marianen en op Guam) - Caroliniaans (op de Noordelijke Marianen) |
| Vietnam                                                                                           | - Vietnamees |
| A · B · C · D · E · F · G · H · I · J · K · L · M · N · O · P · Q · R · S · T · U · V · W · X Y Z | |
| Wit-Rusland                                                                                       | - Wit-Russisch - Russisch |
| A · B · C · D · E · F · G · H · I · J · K · L · M · N · O · P · Q · R · S · T · U · V · W · X Y Z | |
| Zambia                                                                                            | - Engels |
| Zimbabwe                                                                                          | - Engels - Shona - Noord-Ndbele - Chibarwe - Kalanga - Khoisan - Nambya - Ndau - Nyanja - Venda - Shangani - Tonga - Tswana - Xhosa - Zuid-Sotho - Zimbabwaanse gebarentaal |
| Zuid-Afrika                                                                                       | - Afrikaans - Engels - Zuid-Ndebele - Noord-Sotho - Zuid-Sotho - Swazi - Tsonga - Tswana - Venda - Xhosa - Zoeloe |
| Zuid-Korea                                                                                        | - Koreaans |
| Zuid-Soedan                                                                                       | - Engels |
| Zweden                                                                                            | - Zweeds - Fins (in Gällivare, Haparanda, Kiruna, Pajala, Övertorneå, en omgeving) (erkende minderheidstaal) - Meänkieli (in Gällivare, Haparanda, Kiruna, Pajala, Övertorneå, en omgeving) (erkende minderheidstaal) - Romani (erkende historische minderheidstaal) - Samisch (in Arjeplog, Gällivare, Jokkmokk, Kiruna, en omgeving) (erkende minderheidstaal) - Jiddisch (erkende historische minderheidstaal) |
| Zwitserland                                                                                       | - Duits (in Aargau, Appenzell Ausserrhoden, Appenzell Innerrhoden, Basel-Landschaft, Bazel-Stad, Bern, Fribourg, Glarus, Graubünden, Luzern, Nidwalden, Obwalden, Sankt Gallen, Schaffhausen, Schwyz, Solothurn, Thurgau, Uri, Wallis, Zug en Zürich) - Frans (in Bern, Fribourg, Genève, Jura, Neuchâtel, Wallis en Vaud) - Italiaans (in Graubünden en Ticino) - Reto-Romaans (in Graubünden) |